# Greatest Fits
Greatest Fits è un album di raccolta del gruppo musicale statunitense Ministry, pubblicato nel 2001.

## Tracce
1. What About Us? – 5:52
2. Stigmata – 5:44
3. The Land of Rape and Honey – 5:11
4. Thieves – 5:01
5. So What (live) – 10:33
6. N.W.O. – 5:30
7. Just One Fix – 5:11
8. Jesus Built My Hotrod (featuring Gibby Haynes) – 4:51
9. Reload (12" version) – 3:37
10. Lay Lady Lay (Bob Dylan cover) – 5:44
11. Supermanic Soul – 3:13
12. Bad Blood – 5:00
13. Supernaut (Black Sabbath cover) – 7:09

## Formazione
- Al Jourgensen – chitarra (1, 2, 4, 6, 7, 9–13), voce (1–7, 9–13), slide guitar (1, 8, 10, 12), programmazioni (1–4, 6, 8–10, 12, 13), chitarra solista (8), mandolino (9), organo (10)
- Paul Barker – basso (1, 2, 4–13), programmazioni (1–4, 6–13)
- William Rieflin – batteria (2, 6–9), cori (2)
- Mike Scaccia – chitarra (5, 7–10), chitarra solista (13)
- Max Brody – batteria (1), programmazioni (1)
- Ty Coon – voce (1, 12)
- Rey Washam – batteria (5, 10–12)
- Louis Svitek – chitarra (5, 10)
- Duane Buford – tastiera (5)
- Gibby Haynes – voce (8)
- Jeff Ward – batteria (13)